# Ruben Roosken

Ruben Roosken, né le 2 mars 2000 à Emmen aux Pays-Bas, est un footballeur néerlandais qui joue au poste d'arrière gauche à Huddersfield Town.

## Biographie

### Débuts professionnels
Né à Emmen aux Pays-Bas, Ruben Roosken commence le football au VV Klazienaveen avant d'être formé par le FC Emmen. Il joue son premier match en professionnel avec ce club, lors d'une rencontre de championnat contre le FC Utrecht. Il entre en jeu à la place de Luciano Slagveer, et son équipe est battue par deux buts à un.
Le 10 août 2020, Ruben Roosken rejoint librement le TOP Oss, signant un contrat de deux ans, soit jusqu'en juin 2022.
Il découvre alors la deuxième division néerlandaise, jouant son premier match sous ses nouvelles couleurs le 29 août 2020, lors de la première journée de la saison 2020-2021, face au Helmond Sport. Il entre en jeu à la place de Niels Fleuren lors de cette rencontre perdue par son équipe (2-1 score final).
Venu à TOP Oss pour jouer avec une équipe professionnelle, Roosken peut se réjouir de ce choix payant, puisqu'il s'impose comme un titulaire et que ses performances attirent plusieurs clubs de première division en fin de saison.

### Heracles Almelo
Lors de l'été 2021, Ruben Roosken rejoint l'Heracles Almelo. Le transfert est annoncé le 18 juin 2021 et il signe un contrat de trois ans, soit jusqu'en juin 2024. Il retrouve alors la première division néerlandaise.
Roosken joue son premier match pour Heracles le 29 août 2021, lors d'une rencontre de championnat face au NEC Nimègue. Il est titularisé et son équipe est battue par un but à zéro.

### Huddersfield Town
En janvier 2025, Ruben Roosken rejoint l'Angleterre et le club d'Huddersfield Town. Le transfert est annoncé le 29 décembre 2024 et il signe un contrat de deux ans et demi, soit jusqu'en juin 2027.